# Yara Kastelijn
Yara Kastelijn   (Deurne, 9 d'agost de 1997) és una ciclista professional neerlandesa de carretera i de ciclocròs. En ruta competeix amb el Fenix-Deceuninck, equip de la màxima categoria mundial, i en ciclocròs amb el Creafin-Fristads.

## Biografia
Yara Kastelijn va començar a anar amb bicicleta als vuit anys. A l'hivern, practicava ciclocròs, fet que va afavorir el seu fitxatge pel Guerciotti Selle Italia el 2015, any durant el qual es va proclamar campiona junior neerlandesa de contrarellotge.
L'any següent fitxa pel Rabo Liv Women i esdevé professional en carretera; però és en el ciclocròs on aconsegueix els millors resultats. Ja aquella temporada (2016-2017) aconsegueix el seu primer podi, quan queda segona a l'Internationale Centrumcross Surhuisterveen, darrere de Marianne Vos.
Dues temporades més tard, vestint el mallot de l'equip professional 777, aconsegueix les seves dues primeres victòries en ciclocròs (al Cross-Race/Pfaffnau GP Luzern i al Toi Toi Cup Mladá Boleslav) i la temporada 2019/2020, competint amb el Creadin-Fristads, obté quatre triomfs, incloent el del Campionat d'Europa de ciclocròs.
Mentrestant segueix amb resultats no gaire destacats a la carretera més enllà de la victòria a la classificació de la muntanya del Tour de l'Ardetxa i de l'AG Tour de la Semois el 2020 i el 2022, respectivament.
El 26 de juliol de 2023, mentre competeix amb el Fenix-Deceuninck, es proclama vencedora de la quarta etapa del Tour de França després d'imposar-se en solitari a Rodez. És la seva primera victòria de professional en carretera i li suposa ser nomenada la ciclista més combativa de l'etapa, a més d'esdevenir la líder de la classificació de la muntanya, vestint així el mallot blanc amb punts vermells durant dues etapes. A la fi del Tour també serà nomenada la ciclista supercombativa de la competició.

## Palmarès de carretera
- 2015
  -  Campiona neerlandesa de contrarellotge júnior
- 2023
  - Vencedora d'una etapa al Tour de França. Vesteix el  mallot de líder de la muntanya dues etapes.  Ciclista supercombativa.

### Resultats a les Grans Voltes

#### Giro d'Itàlia
- 2025: 12a posició

#### Tour de França
- 2022: 13a posició
- 2023: 26a posició. Guanyadora de la 4a etapa.  Porta el mallot de líder de la muntanya dues etapes.  Ciclista supercombativa de la prova.
- 2024: 56a posició
- 2025: 17a posició

#### Volta a Espanya
- 2024: 8a posició
- 2025: 8a posició

## Palmarès en ciclocròs
- 2018-2019
  - Copa Toi Toi #7, Mlada Boleslav
  - Pfaffnau GP Luzern,
- 2019-2020
  -  Campiona d'Europa de ciclocròs
  - Superprestigi #3, Gavere
  - Trofeu AP Insurance #1, Oudenaarde
  - Ambiancecross, Wachtebeke
- 2021-2022
  - Ethias Cross be-Mine Cross, Beringen
  -  3a al campionat d'Europa de ciclocròs.